# Botschaft der Wildtiere
Die Botschaft der Wildtiere ist eine interaktive Dauerausstellung über Natur- und Artenschutz der Deutschen Wildtier Stiftung in der Hamburger HafenCity.

## Ausstellung
Die multimediale Ausstellung behandelt die Vielfalt, Lebensräume und den Schutz heimischer Wildtiere. Sie wurde im Jahr 2024 von der „Deutschen Wildtier Stiftung“ eröffnet. Die Schau belegt 2.200 m2 auf zwei Geschossen im „Roots“, dem höchsten Holzgebäude Deutschlands., Ein Naturfilmkino zeigt Kurz- und Spielfilme sowie Beiträge des europäischen Naturfilmfestivals European Wildlife Film Awards zudem dient der Raum zudem als Veranstaltungsort für Vorträge, Diskussionen und Kulturveranstaltungen. Ergänzend gibt es eine Lernwerkstatt für Kinder und Schulklassen.
Auf zwei Ausstellungsetagen erhalten Gäste Einblicke in die heimische Tierwelt, deren Lebensräume sowie das Nahrungs- und Fortpflanzungsverhalten verschiedener Arten. Zudem wird thematisiert, welchen Bedrohungen diese Tiere ausgesetzt sind und wie sie geschützt werden könnten. Die Ausstellung umfasst rund 150 Präparate, darunter Siebenschläfer, Spechte, Wölfe und Robben.
Die gesamte Einrichtung wird vollständig von Stiftungsgeldern aus dem Nachlass des Stifters Haymo Rethwisch finanziert.

## Naturfilmkino
Innerhalb des Naturfilmkinos werden neben Filmen des NDR auch jeweils 50 Filme aufgeführt, die am European Wildlife Film Award der „Deutschen Wildtier Stiftung“ teilnehmen. Der Publikumspreis wird durch das Votum der Zuschauenden im Naturfilmkino entschieden, nachdem dort alle nominierten Filme gezeigt wurden. Die Verleihung des Publikumspreises erfolgt erstmals im Februar 2026.

## Besucherzahlen und Reaktionen
Offizielle Besucherzahlen wurden seitens der Deutschen Wildtier Stiftung bis Februar 2025 nicht bekannt gegeben. Die Süddeutsche Zeitung berichtete am 22. Dezember 2024, dass innerhalb vier Monate „mehrere Tausend Menschen die teils interaktive Dauerausstellung“ besucht hätten. Bereits am Eröffnungstag im August seien mehr als 1.500 Besuchende in die Ausstellung gekommen, seitdem werde sie insbesondere von Schulklassen oft besucht. Zur Eröffnung reisten unter anderem der Naturschützer und Bergsteiger Reinhold Messner, die Ehrenpräsidentin der Wildtier Stiftung Alice Rethwisch und Hamburgs Erster Bürgermeister Peter Tschentscher an.